# Nektarios Konstantinopolský
Nektarios (řecky Νεκτάριος; zemřel 17. září 397) byl konstantinopolský arcibiskup od roku 381 až do své smrti, nástupce svatého Řehoře Naziánského a předchůdce sv. Jana Zlatoústého.

## Život
Nektarios se narodil v Tarsu v Kilikii ze šlechtické rodiny a byl oblíbený pro svou povahu. Když Řehoř odstoupil jako arcibiskup Konstantinopole, Nektarios byl praetorem Konstantinopole. Připravoval se na cestu do Tarsu, a proto si zavolal biskupa Tarsu Diodora, který se účastnil prvního konstantinopolského koncilu (jednoho z ekumenických koncilů), aby ho požádal, zda by nemohl doručit jeho dopisy; jeho vzhled a chování zasáhlo Diodora tak silně, že okamžitě došel k závěru, že by Nektarios měl kandidovat na biskupa; omluvil se, že má ještě něco na práci, a vzal Nectaria za antiochijským patriarchou Melétiem.
Když císař Theodosius I. chtěl, aby biskupové na koncilu navrhli kandidáty na patriarchu a sám si vyhradil právo volby, patriarcha z Antiochie zařadil na konec svého seznamu jméno Nektarios. Císař po přečtení seznamů vyhlásil Nektaria za svého kandidáta. To vyvolalo u Otců značný úžas, a chtěli vědět, kdo je a čím je tento Nektarios. Stále byl totiž pouze katechumenem. Císařova nečekaná volba vyvolala velký údiv, ale obyvatelé Konstantinopole byli touto zprávou potěšeni stejně jako koncil.
Nektarios byl vzápětí pokřtěn a jeho oděv vyměněn za roucho biskupa císařského hlavního města a stal se okamžitě předsedou druhého ekumenického koncilu.
Nektarios řídil církev více než 16 let a je považován za dobrého preláta. Jeho jméno je v čele 150 podpisů kánonů druhého ekumenického koncilu. Třetí kánon vyhlašuje, že "...konstantinopolský biskup bude mít první hodnost po římském biskupovi, protože Konstantinopol je nový Řím."
Biskupové Západu se postavili proti výsledku voleb patriarchy a požádali o společnou synodu Východu a Západu, která by urovnala nástupnictví. Císař Theodosius brzy po skončení druhého koncilu proto svolal říšské biskupy na nový synod do Konstantinopole; téměř stejní biskupové, kteří se zúčastnili předchozího druhého koncilu, se znovu shromáždili na začátku léta roku 382. Po příjezdu dostali dopis od synodu v Miláně, který je zval na velký všeobecný koncil v Římě; oni se nicméně rozhodli, že zůstanou v Cařihradě, protože se na tak dlouhou cestu nijak nepřipravovali. Poslali však tři zástupce (byli to Syriacus, Eusebios a Priscianus) se synodálním dopisem papeži Damasu I., arcibiskupovi svatému Ambrožovi a ostatním biskupům shromážděným na koncilu v Římě.
Římský synod, kterému byl tento dopis adresován, byl pátý za pontifikátu papeže Damase. Z jeho jednání se nedochovala žádná formální zpráva a ani nevíme o tom, jak jeho členové naložili s otázkou Nektaria. Theodosius však vyslal do Říma komisaře na podporu svého synodu. 
Jeho 15. dopis (biskupům z Illyria) naznačuje, že církev v Římě nakonec uznala Nektaria i Flaviana.
Ve spisech jeho předchůdce Řehoře Naziánského se dochovalo šest dopisů od Nektaria. V prvním vyslovuje přání úspěchu Řehořova episkopátu. Poslední je velmi důležitý a naléhá v něm na Řehoře, aby nebyl příliš tolerantní vůči apollinaritům.
V roce 383 se konal třetí sněm v Konstantinopoli. Navzdory nařízením biskupů a císaře ariáni a pneumatomachové pokračovali v šíření svých doktrín. Theodosius svolal v červnu všechny strany do císařského města k velké diskusi v naději, že rozdíly urovná. Předtím si poslal pro arcibiskupa a řekl mu, že všechny otázky by měly být plně prodiskutovány.
Poté se Nektarios vrátil domů plný úzkosti a radil se s novaciánským biskupem Ageliem, který se necítil na to, rozhodovat o takovém sporu. Měl však lektora Sisinnia, filozofa a teologa, kterému spor s ariány předal. Sisinnius navrhl, že by měli předložit svědectví starých otců Církve ohledně nauky o Synu a nejprve se zeptat vedoucích stran sporu, zda tyto autority přijímají, nebo si přejí je anatematizovat.
Arcibiskup i císař s tímto návrhem souhlasili a když se biskupové setkali, císař se zeptal, zda respektují „...učitele, kteří žili před ariánským rozdělením?“ Potvrdili, že ano, a pak se zeptal, zda uznávají, že „...jsou to zdraví a důvěryhodní svědkové pravé křesťanské nauky?“.
Tato otázka však vyvolala rozpory, a tak císař nařídil každé straně, aby sepsala písemné vyznání své doktríny. Když se tak stalo, byli biskupové povoláni do císařského paláce, kde je císař laskavě přijal a odebral se do své pracovny s jejich písemnými vyznáními. Theodosius však zamítl a zničil všechny kromě pravověrného, protože cítil, že ostatní zavádějí do Nejsvětější Trojice rozdělení.
Poté Theodosius pod hrozbou přísných občanských trestů zakázal všem sektářům kromě novaciánů konat bohoslužby, zveřejňovat své doktríny nebo ordinovat duchovenstvo.
V roce 385 zemřela císařova manželka Aelia Flaccilla (nebo Placilla) a jejich dcera Pulcheria. Arcibiskup Nektarios požádal Řehoře z Nyssy, aby pro obě proslovil pohřební kázání.
Ke konci svého episkopátu zrušil Nektarios úřad presbyterského penitenciáře, jehož povinností zřejmě bylo přijímat zpovědi před přijímáním. Jeho příklad následovali téměř všichni ostatní biskupové. Úřad byl zaveden někdy v době novaciánského schizmatu, kdy tato strana odmítla komunikovat s těmi, kteří selhali během Deciánova pronásledování. Postupně takových lidí ubývalo a penitenciářovy povinnosti se začaly spojovat spíše s přípravou na přijímání. Nectarius úřad zrušil kvůli skandálu, který se v souvislosti s ním stal.
Nektarios zemřel v úřadu 17. září 397 (Butler uvádí 27. září) a jeho nástupcem se stal svatý Jan Zlatoústý.
Východní pravoslavná i katolická církev uctívá Nektaria jako svatého se svátkem 11. října, syrskopravoslavná církev 22. prosince.